# Municipio de Grove (Carolina del Norte)
El municipio de Grove (en inglés: Grove Township) es un municipio ubicado en el  condado de Harnett en el estado estadounidense de Carolina del Norte. En el año 2000 tenía una población de 9.475 habitantes.

## Geografía
El municipio de Grove se encuentra ubicado en las coordenadas 35°25′38.19″N 78°40′43.33″O / 35.4272750, -78.6787028.